# 形式幂级数
形式幂级数(formal power series)是一个数学中的抽象概念，是从幂级数中抽离出来的代数对象。形式幂级数和从多项式中剥离出来的多项式环类似，不过允许（可数）无穷多项因子相加，但不像幂级数一般要求研究是否收敛和是否有确定的取值。形式幂级数在代数和组合理论中有广泛应用。

## 简介
形式幂级数和多项式的形式定义有类似之处。对于熟悉幂级数的读者，也可以将其看作是不讨论幂级数敛散性，也就是将其中的不定元仅仅看作是一个代数对象，而不是任何具体数值的时候写出的幂级数。举例来说，以下的级数式子：
{\displaystyle A=1-3X+5X^{2}-7X^{3}+9X^{4}-11X^{5}+\cdots .}
如果我们把它当成幂级数来研究的话，重点会放在它的收敛半径等于1、其对应的幂级数函数是否满足某些性质等等。但作为形式幂级数来研究时，我们关注的是它本身的结构。我们甚至可以把它简写为：{\displaystyle [1,-3,5,-7,9,\cdots ]}这样，只关注它的系数。我们完全可以考虑各种系数的形式幂级数。比如说系数为阶乘的形式幂级数：{\displaystyle [1,1,2,6,24,120,,\cdots ]}，即使说它对应的幂级数：
{\displaystyle A=1+X+2X^{2}+6X^{3}+24X^{4}+120X^{5}+\cdots .}
在{\displaystyle X}取任何的非零实数值时都不收敛，我们仍然可以将其作为形式幂级数进行运算。
和多项式环中的元素一样，形式幂级数之间也可以做加减和乘法的运算，具体的计算方式和多项式环一样。比如说设：
{\displaystyle B=2X+4X^{3}+6X^{5}+8X^{7}+\cdots .}
那么{\displaystyle A}与{\displaystyle B}的和就是：
{\displaystyle A+B=1+3X+2X^{2}+10X^{3}+24X^{4}+126X^{5}+\cdots .}
{\displaystyle AB=2X-6X^{2}+14X^{3}-26X^{4}+44X^{5}+\cdots .}
其中{\displaystyle A+B}里面{\displaystyle X^{3}}的系数就是{\displaystyle A}与{\displaystyle B}中{\displaystyle X^{3}}的系数的和；{\displaystyle AB}里面{\displaystyle X^{5}}的系数就是{\displaystyle A}与{\displaystyle B}中{\displaystyle X}的阶数相加等于5的项的系数乘积的和：
{\displaystyle 44X^{5}=(1\times 6X^{5})+(5X^{2}\times 4X^{3})+(9X^{4}\times 2X).}
对每个确定的阶数{\displaystyle n}，这个计算是有限项（至多{\displaystyle n+1}项）的相加，所以在计算形式幂级数的加减法和乘法的时候，不需要像在对幂级数进行计算时一样，考虑诸如是否绝对收敛、条件收敛或是一致收敛的问题。另外，如多项式的形式运算一样，形式幂级数也满足加法的交换律、加法的结合律、乘法的交换律、乘法的结合律以及乘法对加法的分配律。
形式幂级数不仅能够定义乘法，也能定义乘法逆的运算。一个形式幂级数{\displaystyle A}的逆是指另一个形式幂级数{\displaystyle C}，使得{\displaystyle AC=1}. 如果这样的形式幂级数{\displaystyle C}存在，就是唯一的，将其记为{\displaystyle A^{-1}}。同时我们也可以定义形式幂级数的除法：当{\displaystyle A}的逆存在时，{\displaystyle B/A=B\cdot A^{-1}.} 比如说，可以很容易验证：
{\displaystyle {\frac {1}{1+X}}=1-X+X^{2}-X^{3}+X^{4}-X^{5}+\cdots .}
形式幂级数上的一个重要映射是系数的提取操作：将一个形式幂级数映射到它的{\displaystyle X^{n}}的系数。这个操作常常记作{\displaystyle [X^{n}]}，比如说对形式幂级数{\displaystyle A=1-3X+5X^{2}-7X^{3}+9X^{4}-11X^{5}+\cdots .}，就有：
{\displaystyle [X^{5}]A=-11}
对以上定义的形式幂级数{\displaystyle B}，也有：{\displaystyle [X^{3}]B=4}。又比如：{\displaystyle [X^{2}](X+3X^{2}Y^{3}+10Y^{6})=3Y^{3}}，{\displaystyle [X^{2}Y^{3}](X+3X^{2}Y^{3}+10Y^{6})=3}。提取映射和多项式环中的对应映射一样，都可以看做是到一个子空间的投影映射。

## 形式幂级数的环结构
所有的不定元为{\displaystyle X}，系数为某一个交换环{\displaystyle R}上元素的形式幂级数构成一个环，称为{\displaystyle R}上变量为{\displaystyle X}的形式幂级数环，记作{\displaystyle R[[X]]}。

### 定义
{\displaystyle R[[X]]}可以定义为{\displaystyle R}上变量为{\displaystyle X}的多项式环完备化（对于特定的度量）后得到的。这个定义自然就赋予了{\displaystyle R[[X]]}以拓扑环的结构（同时也赋予了完备度量空间的结构）。不过空间完备化所需要的步骤过于繁琐，而建构{\displaystyle R[[X]]}所需要的并没有那么多。以下将对{\displaystyle R[[X]]}的环结构和拓扑结构分别定义，更为明晰，容易理解。

#### 环结构
首先可以定义集合{\displaystyle R[[X]]}的范围。作为一个集合，{\displaystyle R[[X]]}可以用和{\displaystyle R^{\mathbb {N} }}一样的方法构造。{\displaystyle R^{\mathbb {N} }}是所有{\displaystyle R}上元素构成的数列{\displaystyle (a_{n})_{n\in \mathbb {N} }}的集合：
{\displaystyle R^{\mathbb {N} }=\{(a_{n})_{n\in \mathbb {N} },\,\,\,\forall n\in \mathbb {N} ,\,a_{n}\in R\}.}
{\displaystyle R^{\mathbb {N} }}中的元素可以定义加法和乘法：
{\displaystyle (a_{n})_{n\in \mathbb {N} }+(b_{n})_{n\in \mathbb {N} }=\left(a_{n}+b_{n}\right)_{n\in \mathbb {N} }}
{\displaystyle (a_{n})_{n\in \mathbb {N} }\times (b_{n})_{n\in \mathbb {N} }=\left(\sum _{k=0}^{n}a_{k}b_{n-k}\right)_{n\in \mathbb {N} }.}
其中乘法的定义方法也叫做求两个数列的系数的柯西乘积，也是一种卷积。可以证明，在以上的定义下，{\displaystyle R^{\mathbb {N} }}是一个交换环。环的加法零元是{\displaystyle (0,0,0,...)}，乘法幺元是{\displaystyle (1,0,0,...)}。于是我们可以将{\displaystyle R}中的元素嵌入到{\displaystyle R^{\mathbb {N} }}之中，
{\displaystyle x\in R\,\,\mapsto \,(x,0,0,...)}
并将{\displaystyle (0,1,0,0,...)}映射到不定元{\displaystyle X}，这样通过以上定义的加法和乘法就可以将{\displaystyle R^{\mathbb {N} }}中的有限非零元元素同构为：
{\displaystyle (a_{0},a_{1},a_{2},\ldots ,a_{n},0,0,\ldots )\mapsto a_{0}+a_{1}X+\cdots +a_{n}X^{n}=\sum _{i=0}^{n}a_{i}X^{i}}
这样的结构和多项式环是一样的。所以对于更一般的{\displaystyle R^{\mathbb {N} }}中元素{\displaystyle (a_{n})_{n\in \mathbb {N} }}，就可以自然地希望将其对应到{\displaystyle \sum _{i\in \mathbb {N} }a_{i}X^{i}}：
但这个对应方式并不能通过有限项的加法和乘法得到，所以需要用一个约定上的映射{\displaystyle \varphi :\,R^{\mathbb {N} }\rightarrow R[[X]]}来做到：
{\displaystyle (a_{0},a_{1},a_{2},\ldots ,a_{n},\ldots )\mapsto \varphi (a_{0},a_{1},a_{2},\ldots ,a_{n},\ldots )=a_{0}+a_{1}X+\cdots +a_{n}X^{n}+\cdots =\sum _{i\in \mathbb {N} }a_{i}X^{i}}
这个映射涵盖了之前的多项式的定义，并且可以定义
{\displaystyle \left(\sum _{i\in \mathbb {N} }a_{i}X^{i}\right)+\left(\sum _{i\in \mathbb {N} }b_{i}X^{i}\right)=\sum _{n\in \mathbb {N} }\left(a_{n}+b_{n}\right)X^{n}.}
以及
{\displaystyle \left(\sum _{i\in \mathbb {N} }a_{i}X^{i}\right)\times \left(\sum _{i\in \mathbb {N} }b_{i}X^{i}\right)=\sum _{n\in \mathbb {N} }\left(\sum _{k=0}^{n}a_{k}b_{n-k}\right)X^{n}.}
这个定义使得{\displaystyle \varphi }是一个同态，所以{\displaystyle R[[X]]}也是一个交换环。  

#### 拓扑结构
以上的定义中建立了映射 
{\displaystyle \varphi (a_{0},a_{1},a_{2},a_{3},\ldots )=\sum _{i=0}^{\infty }a_{i}X^{i},\qquad (1)}
但需要注意的是这里的定义中{\displaystyle \sum _{i=0}^{\infty }a_{i}X^{i}}还是一个符号性的对象，因为我们并没有定义其中无限求和号的意义。为了更好地定义{\displaystyle \sum _{i=0}^{\infty }a_{i}X^{i}}本身，我们需要引入拓扑的结构，将其作为极限来严格地说明。需要注意的是，适合的拓扑结构不止一个。
- 我们可以在{\displaystyle R}上定义离散拓扑的结构，然后将{\displaystyle R^{\mathbb {N} }}作为可数个{\displaystyle R}的积空间，将其上的拓扑定义为积拓扑。
- 我们也可以直接在{\displaystyle R^{\mathbb {N} }}上定义类似于p进数拓扑的{\displaystyle I}进拓扑，其中的{\displaystyle I=(X)}是环结构中由{\displaystyle X}生成的理想，也就是由所有{\displaystyle \sum _{i=1}^{\infty }a_{i}X^{i}}形式的形式幂级数构成的集合。
- 对不熟悉一般的点集拓扑学的读者，也可以建立一个具体的度量（也就是定义“距离”）来定义拓扑。比如定义两个数列{\displaystyle a=(a_{n})_{n\in \mathbb {N} }}和{\displaystyle b=(b_{n})_{n\in \mathbb {N} }}的距离：
{\displaystyle d(a,b)={\begin{cases}2^{-\omega (a-b)}&\quad a-b\neq 0\\0&\quad a-b=0\end{cases}}}

其中{\displaystyle \omega (s)}表示数列{\displaystyle s=(s_{n})_{n\in \mathbb {N} }}中第一个不等于0的系数的下标。这样的定义之下，我们说两个数列如果越来越“接近”，那么第一个系数不同的地方会出现的越晚，也就是说它们的距离也越小。对一个数列{\displaystyle a=(a_{n})_{n\in \mathbb {N} }}，定义部分和数列为：
{\displaystyle s_{k}=(a_{0},a_{1},\ldots ,a_{k},0,0,\ldots )}
那么部分和{\displaystyle s_{k}}和{\displaystyle a}的距离就会是{\displaystyle 2^{-(k+1)}}，所以{\displaystyle k}趋于无穷大的时候，部分和数列和{\displaystyle a}的距离趋于0. 这样，在定义了有限项非零元的数列和多项式的关系以后，就可以将任意的数列定义为部分和数列的极限。
{\displaystyle (a_{0},a_{1},a_{2},a_{3},\ldots )=\lim _{k\to \infty }s_{k}}
然后对形式幂级数也定义类似的距离：
{\displaystyle d'(\sum _{i=0}^{\infty }a_{i}X^{i},\sum _{i=0}^{\infty }b_{i}X^{i})={\begin{cases}2^{-\omega '},\,\,\omega '=\min _{n}\{a_{n}\neq b_{n}\}&\quad \exists a_{n}\neq b_{n}\\0&\quad \forall n,\,\,a_{n}=b_{n}\end{cases}}}
然后形式幂级数也就满足：
{\displaystyle \sum _{i=0}^{\infty }a_{i}X^{i}=:\varphi (a_{0},a_{1},a_{2},a_{3},\ldots )=\lim _{k\to \infty }\varphi (s_{k})=\lim _{k\to \infty }\sum _{i=0}^{k}a_{i}X^{i}}
并且可以验证加法、乘法的交换律和结合律，以及乘法对加法的分配律。于是我们定义出了一个同构于{\displaystyle R^{\mathbb {N} }}的拓扑环，将其称为{\displaystyle R}上的形式幂级数环{\displaystyle R[[X]]}。